# Tabernaemontana cerea
Tabernaemontana cerea é uma espécie de planta do gênero Tabernaemontana.  

## Taxonomia
A espécie foi descrita em 1991 por Anthonius Josephus Maria Leeuwenberg a partir do basiônimo Stemmadenia cerea. 